# Via Tagliamento 1965/1970
Via Tagliamento 1965/1970 è il nono album in studio di Renato Zero, pubblicato nel 1982 e ripubblicato nel 2010.

## Descrizione
Via Tagliamento 1965/1970 è il nono album di Renato Zero: questo doppio album è dedicato allo storico locale romano Piper  situato nella via romana da cui il disco prende il suo titolo, dove cominciò gran parte del suo percorso artistico che lo rese poi famoso.
Nell'album sono incluse anche "Soldi" e "Viva la RAI" (questa canzone suscitò uno scalpore al punto da essere censurata in video nella parte "viva la Rai, quante battaglie nei corridoi, poveri noi se non si mettessero d'accordo alla Rai, paghiamo allora quest'abbonamento per mantenerli in salute e in sentimento perché oramai questo cervello avrà un padrone, lo sai" ed è la canzone che solitamente viene utilizzata per irridere l'azienda di stato nel momento in cui accade qualsiasi tipo di scandalo ad essa annessa), entrambe già presentate all'interno di Fantastico 3, di cui furono sigle (rispettivamente, quella finale del programma e quella iniziale del sipario settimanale dedicato a Renato, dal titolo "Fantastico Zero"). "Soldi" uscì anche in formato 45 giri, con "Resisti" sul lato B. In Fantastico 3, Renato Zero fu una presenza stabile e nel suo spazio propose settimanalmente un brano del suo repertorio storico e uno tratto dal nuovo album. Alla fine delle 13 puntate, furono proposti tutti i brani di "Via Tagliamento 1965-1970" (uno, "Meglio per te", ben due volte, ma con costumi, coreografie e scenografie differenti), ad eccezione soltanto di "Piper Club" e "Ragazzo senza fortuna". Durante la puntata finale del 6 gennaio 1983, Zero stava tenendo i concerti di "Natale a Zerolandia" e il programma si collegò in diretta con il concerto di Milano, mentre il cantante eseguiva "Morire qui".
Sono presenti, inoltre, anche la cover di una celebre hit di Wilson Pickett (tra gli autori del brano figura pure Fats Domino), "Land of 1000 Dances", nonché la suggestiva ballad "Ancora fuoco" (poi riproposta dal vivo sul doppio Prometeo del 1991), l'autobiografica "Ragazzo senza fortuna" e il programmatico pezzo di apertura, appunto intitolato "Piper Club" - la cui più breve reprise conclude l'intero album ("Ragazzo senza fortuna" e la versione integrale di "Piper Club" verranno poi inserite nella ristampa su CD singolo dei due primissimi brani ufficialmente incisi da Zero, alla fine degli anni sessanta, "Non basta sai" e "In mezzo ai guai", scritte appositamente per lui da Gianni Boncompagni e pubblicate originariamente nel 1967 - nella ristampa, questi 4 brani formeranno un EP, allegato al video-concerto de La notte di Icaro).
Da segnalare anche la copertina del vinile, della musicassetta e del compact disc, che è interamente rossa, con scritte dorate, mentre la busta interna e il libretto dei testi sono su sfondo oro, con scritte rosse che ne rendono alquanto difficile la lettura e altrettanto facile l'usura dovuta al tempo: a forza di sfogliare il libretto del CD o di tenere tra le mani la busta interna del vinile per consultarne i testi - quasi tutti composti dallo stesso Renato Zero - questi ultimi tendono infatti a cancellarsi; la versione in MC, consuetudine per l'epoca, non conteneva invece la riproduzione di alcun testo, così come LP e CD non riproducono le parole della sola cover in inglese, per ovvi problemi di diritti d'autore, il che, unito alla tentennante pronuncia di Zero nel brano, ne rende abbastanza incomprensibile il testo.
L'album viene prodotto e arrangiato da Simon Boswell, che ne cura anche le parti ritmiche, mentre il tecnico del suono è Simon Skolfield. Le edizioni musicali delle canzoni sono di Zeromania (di proprietà dello stesso Renato Zero). L'orchestra è composta da turnisti della RCA Italiana, diretti dal maestro Renato Serio, mentre i complessi coordinati da Vili Lakatos.
A differenza del primo doppio album di Zero, Tregua (disponibile sia in un'unica edizione doppia congiunta che in due edizioni singole separate, appropriatamente denominate Tregua I e Tregua II), e analogamente al successivo Artide Antartide e al precedente doppio live Icaro, il doppio album di studio del 1982 non fu mai venduto separatamente, bensì soltanto nell'edizione doppia, sia all'epoca, per quanto riguarda LP in vinile e musicassetta, pubblicati originariamente dalla RCA, sia per ciò che concerne la più recente ristampa in CD, uscita negli anni novanta, per conto della BMG, divenuta nel frattempo proprietaria della RCA.
E così come Tregua era suddiviso in Tregua I e Tregua II, come Artide Antartide si divideva in Artide e Antartide, e così come Icaro era articolato in Renato 1 e Renato 2 (sul compact disc, mentre il vinile aveva Renato 1, Renato 2, Renato 3 e Renato 4, a identificarne le diverse facciate), allo stesso modo Via Tagliamento è strutturato in un primo disco, connotato dall'annata iniziale del periodo storico del Piper, il 1965 con l'etichetta col titolo in caratteri oro e sfondo rosso e in un secondo disco, contrassegnato invece dall'annata finale dello stesso, il 1970, anno in cui il «periodo d'oro» del locale romano giunse alla sua ideale conclusione, con l'etichetta col titolo in caratteri oro e sfondo nero. Con l'avvento del CD, l'unitarietà delle due parti ne ha sicuramente tratto giovamento, i due lati separati di ciascun disco venendosi a trovare l'uno dopo l'altro, senza soluzione di continuità, da cui risulta una storia ancora più omogenea rispetto all'amato, più «caldo» e spesso rimpianto, ma senza dubbio più dispersivo vinile.
Il 28 giugno 2019, l'album è stato ristampato, per la terza volta, in CD per la collana Mille e uno Zero, edita con TV Sorrisi e Canzoni.

## Tracce
Disco 1 (1965)
1. Piper Club – 3:28 (testo: Franca Evangelisti e Renato Zero – musica: Luciano Ciccaglioni e Renato Zero)
2. Niente – 5:32 (testo: Renato Zero – musica: Roberto Conrado e Renato Zero)
3. La facciata – 4:32 (testo: Franca Evangelisti – musica: Roberto Conrado e Renato Zero)
4. Che bella libertà – 5:13 (testo: Renato Zero – musica: Dario Baldan Bembo)
5. Resisti – 4:50 (testo: Renato Zero – musica: Roberto Conrado e Renato Zero)
6. Ragazzo senza fortuna – 4:00 (testo: Renato Zero – musica: Roberto Conrado e Renato Zero)
7. Contagio – 3:55 (testo: Franca Evangelisti e Renato Zero – musica: Roberto Conrado e Renato Zero)
8. Angeli – 4:51 (testo: Renato Zero – musica: Caviri e Renato Zero)
9. Land of 1000 Dances – 3:09 (testo: Antoine Domino – musica: Chris Kenner)

Disco 2 (1970)
1. Meglio per te – 4:35 (testo: Renato Zero – musica: Roberto Conrado e Renato Zero)
2. Amori – 4:20 (testo: Renato Zero – musica: Roberto Conrado e Renato Zero)
3. La fregata – 4:30 (testo: Renato Zero – musica: Caviri e Renato Zero)
4. Ci tira la vita – 4:20 (testo: Franca Evangelisti e Renato Zero – musica: Roberto Conrado e Renato Zero)
5. M'ama non m'ama – 4:16 (testo: Renato Zero – musica: Roberto Conrado e Renato Zero)
6. Soldi – 4:02 (testo: Renato Zero – musica: Caviri e Renato Zero)
7. Viva la RAI – 2:40 (testo: Renato Zero – musica: Roberto Conrado e Renato Zero)
8. Ancora fuoco – 4:10 (testo: Renato Zero – musica: Caviri e Renato Zero)
9. Piper Club (ripresa) – 1:50 (testo: Franca Evangelisti e Renato Zero – musica: Luciano Ciccaglioni e Renato Zero)

## Formazione
- Renato Zero – voce
- Simon Boswell – tastiera, chitarra acustica ed elettrica
- Vili Lakatos – pianoforte e tastiera
- John McKenzie – basso
- Corrado Rustici – chitarra acustica ed elettrica
- Aldo Banfi – tastiera
- Jamie Lane – batteria
- Gary Sandford – chitarra elettrica
- Jools Diggle – percussioni
- Dezső Lakatos – sax

## Classifiche

### Classifiche settimanali
| Classifica (1982) | Posizione massima |
| ----------------- | ----------------- |
| Italia            | 1                 |
| Classifica (2010) | Posizione massima |
| Italia            | 28                |

### Classifiche di fine anno
| Classifica (1982) | Posizione |
| ----------------- | --------- |
| Italia            | 12        |